# Marissa Neitling
Marissa Lee Neitling es una actriz estadounidense, más conocida por interpretar a Kara Foster en la serie The Last Ship.

## Biografía
Es hija de Stanley Neitling y Joy Dress-Neitling; tiene una hermana menor, Mackenzie Neitling, y un hermano adoptivo, Adam Dress.
Es egresada de "Lake Oswego High School". Completó una maestría en bellas artes en la Universidad de Yale.

## Carrera
En 2011 apareció como invitada en un episodio de la serie Leverage, donde encarnó a a Christina Valada / Lacey Beaumont. En 2014 se unió al elenco principal de la nueva serie The Last Ship, donde interpreta a la teniente Kara Foster hasta ahora. En 2015 interpretó a Phoebe en la película San Andreas.

## Filmografía

### Series de televisión
| Año         | Título        | Personaje                         | Notas                            |
| ----------- | ------------- | --------------------------------- | -------------------------------- |
| 2014 - 2018 | The Last Ship | LCDR. Kara Foster                 | 36 episodios                     |
| 2011        | Leverage      | Christina Valada / Lacey Beaumont | episodio "The Lonely Hearts Job" |

### Películas
| Año  | Título      | Personaje | Notas |
| ---- | ----------- | --------- | --- |
| 2015 | San Andreas | Phoebe    | junto a Dwayne Johnson, Carla Gugino, Alexandra Daddario, Colton Haynes, Ioan Gruffudd, Archie Panjabi, Paul Giamatti y Hugo J. Burt |

### Apariciones
| Año  | Título        | Notas |
| ---- | ------------- | ----- |
| 2007 | The Go-Getter | -     |

### Teatro
| Año | Obra                               | Personaje       | Director (a)    | Teatro                 | Notas |
| --- | ---------------------------------- | --------------- | --------------- | ---------------------- | ----- |
| -   | Angels in America: Perestroika     | Harper          | Ron Van Lieu    | Yale School of Drama   | -     |
| -   | Fen                                | Val / Fantasma  | RJoan MacIntosh | Yale School of Drama   | -     |
| -   | Hamlet                             | Ophelia         | James Bundy     | Yale Repertory Theatre | -     |
| -   | We Have Always Lived in the Castle | Merricat        | Anne Kauffman   | Yale Repertory Theatre | -     |
| -   | The Winter's Tale                  | Emilia/Mopsa    | Liz Diamond     | Yale Repertory Theatre | -     |
| -   | Two Gentlemen of Verona            | Julia           | Katie McGerr    | Yale School of Drama   | -     |
| -   | Dracula                            | Lucy            | Jack Tamburri   | Yale Cabaret           | -     |
| -   | Othello                            | Emilia / Cassio | -               | Yale School of Drama   | -     |